# Ludwig Heim (Mediziner)
Ludwig Heinrich Wilhelm Heim (* 13. Februar 1857 in Eichstätt; † 5. Februar 1939 in Erlangen) war ein deutscher Mediziner und Hochschullehrer für Hygiene.

## Leben
Heim studierte an der Friedrich-Alexander-Universität Erlangen Medizin. 1877 wurde er im Corps Onoldia aktiv. Nach einem Aufenthalt am Reichsgesundheitsamt unter Robert Koch und Georg Gaffky wurde er 1880 zum Dr. med. promoviert. 1881 wurde er als Arzt approbiert.
1884 war er zur Vorbereitung auf das Physikatsexamen im Max von Pettenkofer-Institut in München tätig. 1890 habilitierte er sich an der Julius-Maximilians-Universität Würzburg für Hygiene. Von 1897 bis zu seiner Emeritierung war er o. Professor für Hygiene an der Universität Erlangen und Direktor des dortigen hygienisch-bakteriologischen Instituts.
Von 1881 bis 1897 diente er als Militärarzt im Sanitätskorps der Bayerischen Armee. Im Dezember 1918 wurde er als Obergeneralarzt à la suite gestellt.

## Ehrungen
- Geheimer Medizinalrat[1]
- Militärverdienstorden (Bayern) 2. Klasse
- Ritter IV. Klasse des Verdienstordens vom Heiligen Michael
- Prinzregent-Luitpold-Medaille in Bronze
- Militär-Verdienstorden in Gold mit Krone und Schwertern
- Eisernes Kreuz II.und I. Klasse
- Rote Kreuz-Medaille (Preußen) 3. Klasse

## Schriften
- Lehrbuch der bakteriologischen Untersuchung und Diagnostik – eine Anleitung zur Ausführung bakteriologischer Arbeiten und zur Einrichtung bakteriologischer Arbeitsstätten. 1894.
- Lehrbuch der Bakteriologie mit besonderer Berücksichtigung der bakteriologischen Untersuchung und Diagnostik. 1898.